# Остапчук Євгеній Баротович
Остапчук Євгеній Баротович (народився 17 січня 1997 року) - Майстер спорту України міжнародного класу з гирьового спорту. Звання присвоєно 07.08.2024, виконаний норматив на чемпіонаті Європи 2024 р. Звання майстер спорту України присвоєно 16.06.2016, виконаний норматив на Кубку України 2016 р. , чемпіон України, Європи, світу.
Випускник факультету фізичної культури та спорту Національного університету "Полтавська політехніка імені Юрія Кондратюка" .

## Міжнародні змагання[3][4][5][6]

### Чемпіонат/Кубок Європи з гирьового спорту[7]
| Вага гирі, кг                                                      | Вагова категорія | Вікова група | Місце і результат | Місце і результат | Місце і результат | Місце і результат | Місце і результат | Місце і результат |
| Вага гирі, кг                                                      | Вагова категорія | Вікова група | Поштовх           | Ривок             | Двоборство        | Довгий цикл       | Триборство        | Естафета поштовх  |
| ------------------------------------------------------------------ | ---------------- | ------------ | ----------------- | ----------------- | ----------------- | ----------------- | ----------------- | ----------------- |
| 18 - 20 квітня 2024, Париж, Франція                                |                  |              |                   |                   |                   |                   |                   |                   |
| 32                                                                 | 63               | Adults       | 96                | 108               | 150               | 47                | 441               | 55                |
| Нафпліон, Греція, 21 - 23 квітня 2023                              |                  |              |                   |                   |                   |                   |                   |                   |
| 32                                                                 | 63               | Adults       | 61                | 102               |                   |                   |                   |                   |
| Кубок Європи, 4 - 6 листопада 2022, Острув-Великопольський, Польша |                  |              |                   |                   |                   |                   |                   |                   |
| 32                                                                 | 63               | Adults       | 62                | 100               | 112               |                   |                   |                   |
| 28 червня - 1 липня 2019 Париж, Франція                            |                  |              |                   |                   |                   |                   |                   |                   |
| 32                                                                 | 63               | Adults       |                   |                   |                   |                   |                   |                   |
| 29 червня - 2 липня 2018 Гарлява, Литва                            |                  |              |                   |                   |                   |                   |                   |                   |
| 32                                                                 | 63               | Adults       |                   |                   |                   |                   |                   |                   |
| 11 - 15 травня 2017, Дауґавпілс, Латвія                            |                  |              |                   |                   |                   |                   |                   |                   |
| 32                                                                 | 63               | U-22         | 71                | 97                | 119,5             |                   |                   | 34                |

### Чемпіонат світу з гирьового спорту
| Вага гирі, кг                            | Вагова категорія | Вікова група | Місце і результат | Місце і результат | Місце і результат | Місце і результат | Місце і результат | Місце і результат | Місце і результат    |
| Вага гирі, кг                            | Вагова категорія | Вікова група | Поштовх           | Ривок             | Двоборство        | Довгий цикл       | Триборство        | Естафета поштовх  | Естафета довгий цикл |
| ---------------------------------------- | ---------------- | ------------ | ----------------- | ----------------- | ----------------- | ----------------- | ----------------- | ----------------- | -------------------- |
| 2024, Корфу, Греція, 10 - 13 жовтня      |                  |              |                   |                   |                   |                   |                   |                   |                      |
| 32                                       | 63               | Adults       | 89                | 96                | 137               | 43                | 403               |                   |                      |
| 2023, Резекне, Латвія, 07-10 грудня      |                  |              |                   |                   |                   |                   |                   |                   |                      |
| 32                                       | 63               | Adults       | 84                | 101               |                   | 27                | 350               | 55                |                      |
| 2019, Novi Sad, Serbia, 6 - 11 листопада |                  |              |                   |                   |                   |                   |                   |                   |                      |
| 32                                       | 63               | U-22         | 77                | 73                | 113,5             |                   |                   | 39                |                      |
| 2018, Даугавпілс, Латвія, 10 - 15 жовтня |                  |              |                   |                   |                   |                   |                   |                   |                      |
| 32                                       | 63               | Adults       | 82                | 90                | 127               |                   |                   |                   |                      |
| 32                                       | 63               | U-22         | 82                | 90                | 127               |                   |                   | 2                 | 2                    |

## Виступи підопічних на міжнародних змаганнях[8]
|         | Прізвище та ім'я | Вага гирі, кг | Вагова категорія | Рік народження | Вікова група | Місце і результат | Місце і результат | Місце і результат | Місце і результат |
| Поштовх | Прізвище та ім'я | Вага гирі, кг | Вагова категорія | Рік народження | Вікова група | Ривок             | Довгий цикл       | Триборство        |                   |
| ------- | ---------------- | ------------- | ---------------- | -------------- | ------------ | ----------------- | ----------------- | ----------------- | ----------------- |
| 1       | Шугалей Олексій  | 16            | 68               | 2009           | U-16         | 153               | 222               | 118               | 882               |

## Галерея

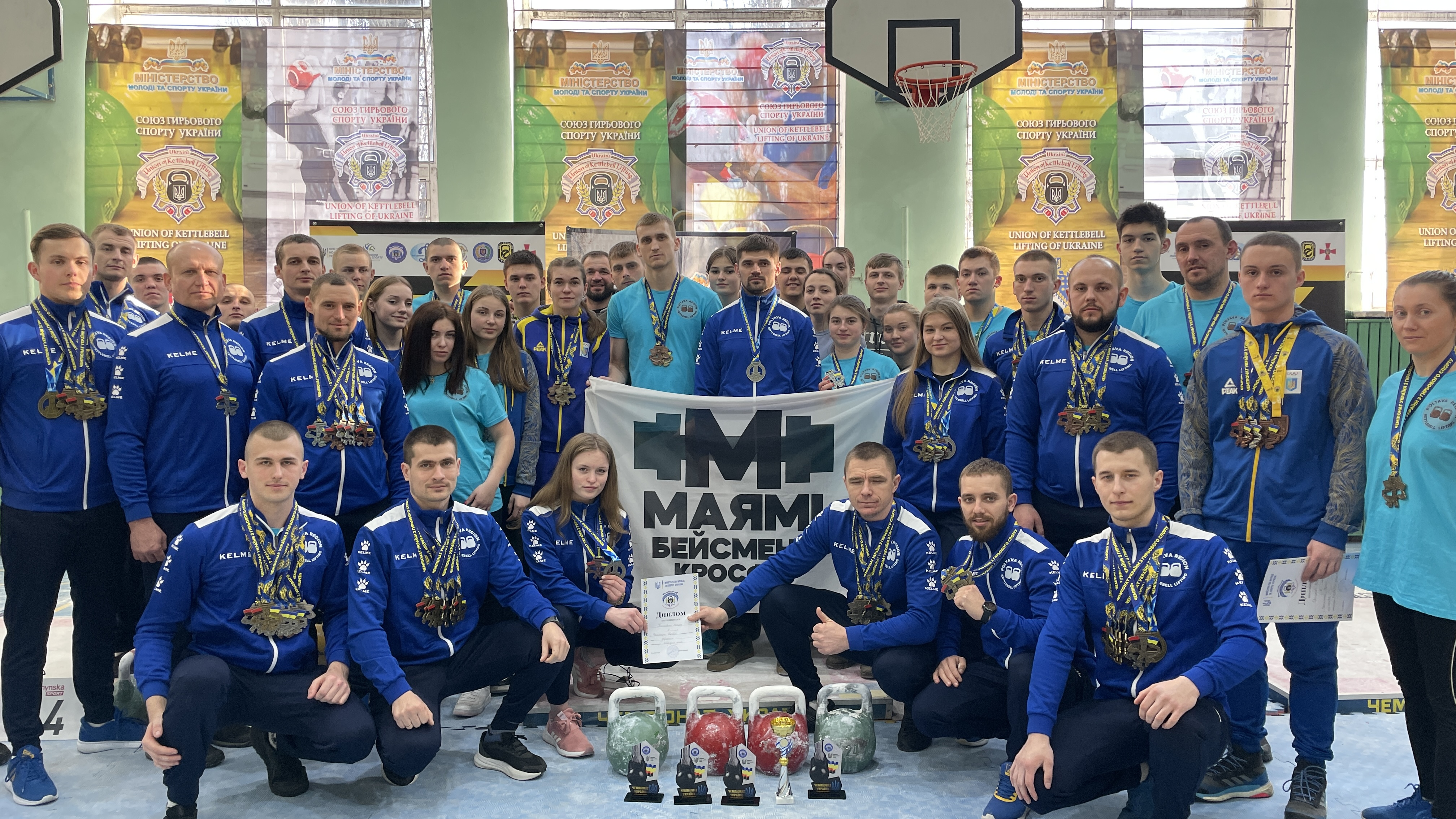
Збірна Полтавщини з гирьового спорту. Чемпіонат України 06-10.03.2024, НУБіП Київ

## Статті на сайтах ЗМІ, державних установ, громадських організацій
23.04.2024 PTV: Троє спортсменів із Полтавщини стали майстрами спорту міжнародного класу
06.03.2024 PTV: Спортсмени з Полтавщини представлялимуть Україну на Чемпіонаті Європи з гирьового спорту
12.12.2023 PTV: Спортсмени з Полтавщини завоювали 36 нагород на Чемпіонаті світу з гирьового спорту
19.12.2023 PTV: Збірна Полтавщини посіла перше місце на всеукраїнських змаганнях з гирьового спорту
24.04.2023 PTV: Полтавські спортсмени здобули 33 нагороди на Чемпіонаті Європи з гирьового спорту
12.11.2019 Мінмолодьспорт: Українські гирьовики - другі на чемпіонаті світу серед дорослих та юніорів